# Oriol Tramvia

## Biografía
Oriol Pons i Mir nació el 14 de marzo de 1951 es un actor, cantautor y cantante nacido en Barcelona. A finales de la década de 1960, emprendió un viaje a Formentera que marcaría el comienzo de su carrera artística y finalmente se estableció en la Floresta, donde continuó su trayectoria personal y artística. 
Oriol Tramvia, miembro del Grupo de Folk, alcanzó reconocimiento en 1976 con la grabación en directo del álbum Bestia! en la Sala Zeleste, destacando la canción homónima que le dio notoriedad. En este disco, musicalizó obras de poetas clásicos como Joan Salvat-Papasseit y Salvador Espriu, además de reinterpretar canciones tradicionales, como La prisión de Lleida, adaptándolas a un estilo rockero. Su propuesta artística integraba elementos teatrales, un enfoque que ha mantenido a lo largo de su trayectoria. Se le considera un precursor del rock catalán, con una presencia destacada en festivales como el Festival Canet Rock, en sus ediciones de 1976 y 1977.
Sus inicios como actor comenzaron bajo las órdenes de Ventura Pons en la asaptación del musical Rocky Horror Pictures Show que se estrenó en el Teatro Romea en 1977 con un reparto donde también actuaban Christa Leem, Dolors Lafite y Maria Cinta, entre otros artistas. Oriol Tramvia también ha trabajado para algunos directores como Mario Gas, Jérôme Savary, Helder Costa, Ricardo Salvat, Rosa Novell, Manel Gausa y Lluís-Anton Baulenas . En su faceta actoral ha realizado giras por España, Europa, Estados Unidos y América Latina. Ha representado a Von Kleist ( El príncipe de Homburg ), Shakespeare ( Otelo ), Chéjov ( Los peligros del tabaco ), Ionescu ( Las sillas ), Brecht ( La Ópera de los tres reales ), Espriu ( Ronda de muerte en Sinera ) y Brossa ( El día noche de verano, Teatro Nacional de Cataluña 2014) .
A lo largo de su trayectoria, Oriol Tramvia ha desarrollado una prolífica actividad artística en diversos ámbitos. Aunque él mismo afirma que nunca ha trabajado en el sentido convencional, su carrera incluye la grabación de nueve discos, entre ellos L'Argenté de Badalona, reconocido con dos premios. Además, ha participado en la realización de un documental sobre Joan Argenté y diversos videoclips. Su presencia ha sido constante en teatro, cine y televisión, consolidando su legado en el panorama cultural.
Ha participado en varias películas del director de Óscar Aibar como Atolladero con Iggy Pop, Platillos volantes, El gran Vázquez con Santiago Segura y El bosque con Maria Molins y Àlex Brendemühl. Además aparece en Inconscientes de Joaquim Oristrell, y en las películas Ocaña, retrato intermitente y A la deriva de Ventura Pons. También colaboró en Bruc de Daniel Benmayor y El perfume: historia de un asesino de Tom Tykwer.
En 2025, Oriol Tramvia es galardonado con el Premio Enderrock de Honor en reconocimiento a su papel como pionero en la introducción del movimiento punk en catalán. Su contribución al desarrollo de la escena musical alternativa ha sido fundamental, consolidando un estilo propio que fusiona el rock con la experimentación teatral y la reivindicación cultural. Este reconocimiento destaca su influencia en generaciones posteriores de músicos y su impacto en la evolución del panorama musical catalán.. 
En 2025, Oriol Tramvia impulsa el proyecto Sin ti. Laizä canta a Oriol Tramvia, con el propósito de recopilar en un solo álbum su repertorio en castellano. Para la producción, cuenta con la colaboración del productor Joan Ramon Guzmán y la interpretación de la cantante gaditana Laizä, quien da voz a ocho temas. Tres de las canciones incluidas forman parte del legado musical de Tramvia, mientras que las cinco restantes son composiciones inéditas creadas específicamente para este trabajo. El disco presenta una diversidad de géneros musicales, como boleros, tangos y rancheras, y se distingue por una producción meticulosa y una sonoridad rica, resultado de la participación de varios músicos. 

## Discografía
- 1976: ¡Bestia! (LP)
- 1994: ¡Bestia! (CD)
- 1997 - En Directo - Radio Club Harlem Jazz (CD)
- 2004: Cuando tú no estás (CD)
- 2004: Febrero's 1983-2004 (CD)
- 2006: El Camino de los Degotalls (CD)
- 2010: Reedición Bestia (CD)(Reeditado y digitalizado por Picap 2010)
- 2010: 60 orioles (CD)
- 2014: El 7
- 2014: La Argentina de Badalona (CD, Satélike K) [5]
- 2016: ¡No seas bestia! (Satélite K) [6]
- 2019: Lainopia (Autoeditado)

### Discografía con el Grupo de Folk
- 2001: Els temps encara estan canviant (Los tiempos todavía están cambiando) [CD]
- 2003: Els temps encara estan canviant II (Los tiempos todavía están cambiando II) [CD]
- 2007: Què fas, polissó? (¿Qué haces, polizón?) [CD]

## Piezas teatrales escritas y estrenadas
- 2004: Quan tu no hi ets (Cuando tú no estás)
- 2006: Un estiu amb Madonna (Un verano con Madonna)